# Ortler

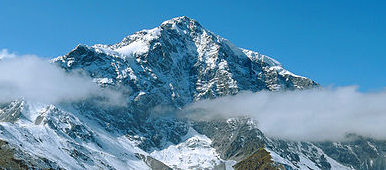
Ortler văzut din est

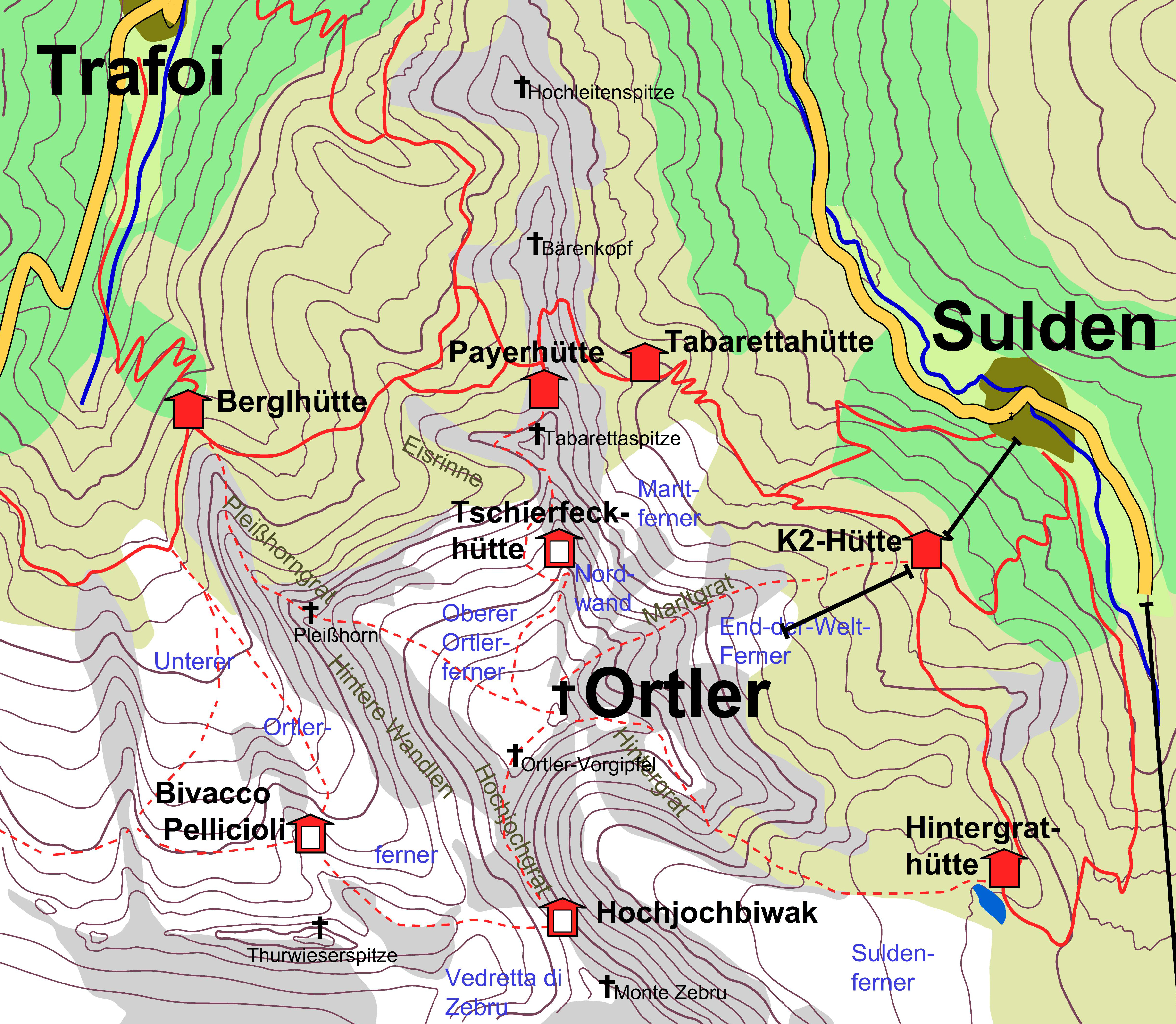
Harta cu principalele rute

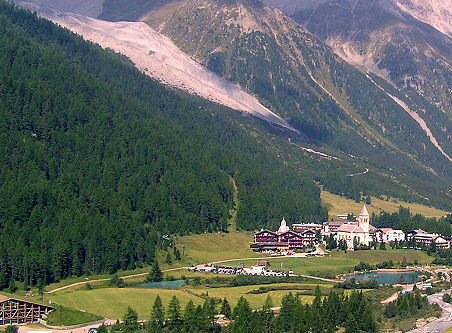
St. Gertraud la poalele muntelui

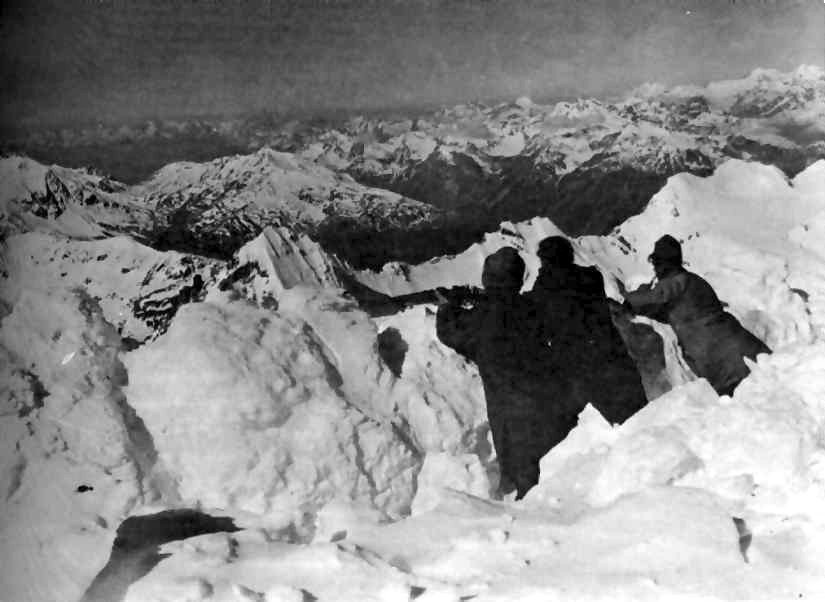
Tranșee sub vârful Ortler, la 3850 m, în timpul Războiului din munți

Ortler  (ital. Ortles) este un munte cu altitudinea de 3.905 m deasupra n.m. care este cel mai înalt munte din Tirolul de Sud, Italia de Nord. Dintre rocile componente ale muntelui predomină dolomitl, vârful muntelui este acoperit în mare parte de ghețar. Muntele face parte din Alpii Ortler, care aparțin de Alpii Calcaroși din Sud, masivul Alpilor Răsăriteni. Prima escaldare a muntelui a fost realizată în anul 1904 de către prințul Johann de Austria. În timpul conflictelor militare din perioada anilor 1915–1918, muntele a fost ocupat de trupele austriece, care aveau aici o poziție strategică bună, datorită versantului nordic, care este cel mai înalt perete stâncos înghețat, din Alpii Răsăriteni. Ca loc de popas iubitorii de drumeție folosesc coliba de pe Hochjoch.

## Literatură

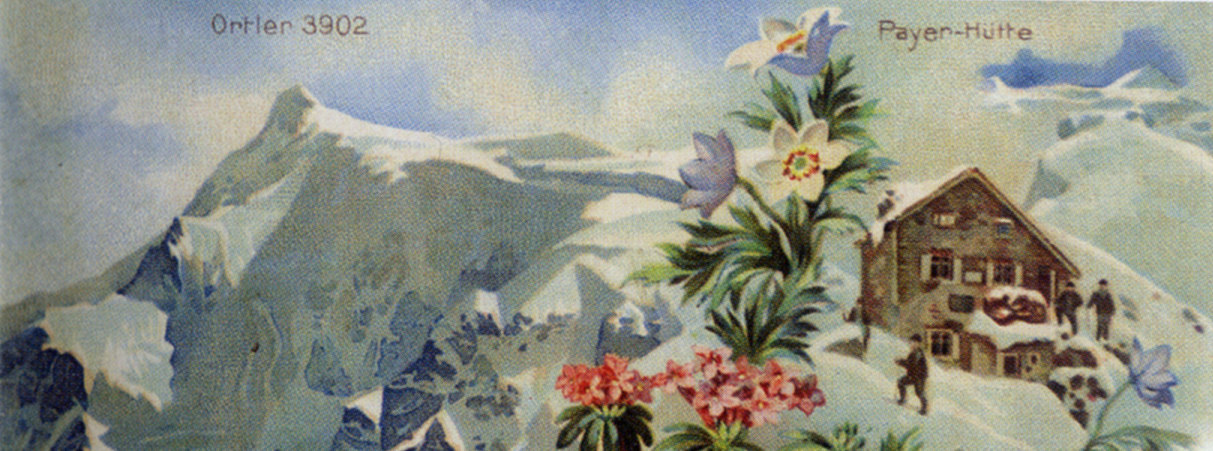
Ortler ca reclamă pentru ciocolata Milka

- . ISBN 88-8266-230-6. Parametru necunoscut |Jahr= ignorat (posibil, |year=?) (ajutor); Parametru necunoscut |Verlag= ignorat (posibil, |publisher=?) (ajutor); Parametru necunoscut |Titel= ignorat (posibil, |title=?) (ajutor); Parametru necunoscut |TitelErg= ignorat (posibil, |contribution=?) (ajutor); Parametru necunoscut |Ort= ignorat (posibil, |location=?) (ajutor); Parametru necunoscut |Herausgeber= ignorat (posibil, |editors=?) (ajutor); Lipsește sau este vid: |title= (ajutor)
- . ISBN 3-7633-7027-7. Parametru necunoscut |Jahr= ignorat (posibil, |year=?) (ajutor); Parametru necunoscut |Verlag= ignorat (posibil, |publisher=?) (ajutor); Parametru necunoscut |Titel= ignorat (posibil, |title=?) (ajutor); Parametru necunoscut |Autor= ignorat (posibil, |autor=?) (ajutor); Parametru necunoscut |Ort= ignorat (posibil, |location=?) (ajutor); Lipsește sau este vid: |title= (ajutor)
- . ISBN 88-7073-349-1. Parametru necunoscut |Jahr= ignorat (posibil, |year=?) (ajutor); Parametru necunoscut |Verlag= ignorat (posibil, |publisher=?) (ajutor); Parametru necunoscut |Titel= ignorat (posibil, |title=?) (ajutor); Parametru necunoscut |Autor= ignorat (posibil, |autor=?) (ajutor); Parametru necunoscut |Ort= ignorat (posibil, |location=?) (ajutor); Lipsește sau este vid: |title= (ajutor)
- . ISBN 3-7633-1313-3. Parametru necunoscut |Jahr= ignorat (posibil, |year=?) (ajutor); Parametru necunoscut |Zugriff= ignorat (posibil, |access-date=?) (ajutor); Parametru necunoscut |Titel= ignorat (posibil, |title=?) (ajutor); Parametru necunoscut |Autor= ignorat (posibil, |autor=?) (ajutor); Parametru necunoscut |Auflage= ignorat (posibil, |edition=?) (ajutor); Parametru necunoscut |Online= ignorat (posibil, |url=?) (ajutor); Parametru necunoscut |Herausgeber= ignorat (posibil, |editors=?) (ajutor); Lipsește sau este vid: |title= (ajutor)